# Altrock (Adelsgeschlecht)

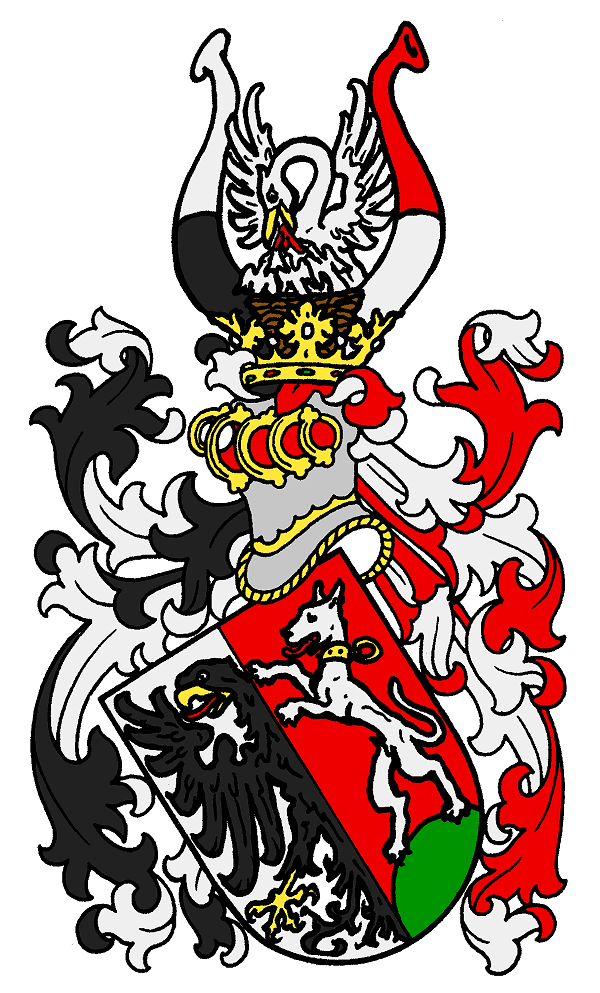
Wappen derer von Altrock

Altrock ist der Name eines ursprünglich aus Mecklenburg stammenden, später auch in Pommern und Sachsen ansässigen Adelsgeschlechts.

## Geschichte
Die Stammreihe der Familie beginnt mit Jürgen (Georg) Altrock (* um 1672–1753), Amtmann in Feldberg, Mecklenburg. Kaiser Franz I. erhob im Zeitraum 1746–1751 nacheinander die folgenden drei in Herzoglich mecklenburg-strelitzsche Diensten befindlichen Personen in den erblichen Reichsadelsstand:
- den Stallmeister Daniel Altrock am 21. Juni 1746[3]
- den Oberforstmeister Georg   Altrock am 12. August 1749 und
- den Hof- und Kanzleirat Joachim Altrock am 22. März 1751.

Diese waren die Söhne eines Freibauern und Brüder des bereits am 14. April 1744 von Friedrich dem Großen in den preußischen Adelsstand erhobenen Mecklenburg-Strelitzschen Geheimrats Johann August von Altrock. Letzterer war an den Strelitzschen Hof gekommen, hatte dort Karriere gemacht und anschließend seine Brüder nachgezogen.
Angeblich verdanken die Altrock-Brüder der Herzogin von Mecklenburg-Strelitz die Erhebung in den Adelsstand. Sie sei von den breiten Schultern der Altrocks entzückt gewesen. Einer sei ursprünglich Küchenjunge der andere Stallknecht gewesen.
Später entstanden pommersche und sächsische Zweige des Adelsgeschlechts. In Pommern besaß die Familie die Güter Parpat im Landkreis Greifenberg sowie Roggow und Springe im Landkreis Regenwalde. In Sachsen besaß sie das Gut Kesselshain und Schloss Gröba (von 1908 bis 1945).

## Wappen
Das Wappen von 1740 ist gespalten. Es zeigt rechts in Silber einen gold bewehrten und rot bezungten halben schwarzen Adler am Spalt, links auf grünem Hügel einen rot bezungten silbernen Hund mit goldenem Halsband. Auf dem Helm mit rechts schwarz-silbernen und links rot-silbernen Decken ein im Nest stehender Pelikan, der sich die Brust aufritzt und mit seinem Blut seine drei Jungen tränkt, zwischen zwei rechts von Silber und Schwarz und links von Rot uns Silber geteilten Büffelhörnern.

## Bekannte Familienmitglieder
- Georg von Altrock († 1919), auf Lebenszeit gewählter Abgeordneter für den Meißner Kreis im Sächsischen Landtag, Abgeordneter in den Jahren 1915–1918
- Hugo Alexander von Altrock (1851–1927), sächsischer Generalleutnant und diensttuender Generaladjutant von König Friedrich August III.
- Constantin von Altrock (1861–1942), preußischer Generalleutnant, Schriftleiter des Militär-Wochenblattes
- Walther von Altrock (1873–1951), deutscher Ökonom und Sachbuchautor
- Wilhelm von Altrock (1887–1952), deutscher Generalleutnant
- Hartmut von Altrock (1931–2014), deutscher Maler und Grafiker